# RMS Araguaya
L’Araguaya est un paquebot de la Royal Mail Steam Packet Company construit en 1906 qui a notamment desservi la ligne principale de la compagnie entre l'Angleterre et l'Amérique du Sud mais a aussi servi de navire de croisière, notamment en Norvège. Revendu à la compagnie yougoslave Yugoslav Lloyd en 1930, il a été rebaptisé Kraljica Marija (Queen Mary en serbo-croate) et a navigué en Mer Noire et en Méditerranée. En 1940, il a été revendu à la compagnie française Compagnie générale transatlantique et devenu Savoie II (1940-1942) mais fut réquisitionné pendant la Seconde Guerre mondiale. Lors du débarquement anglo-américain en Afrique du Nord, il a été coulé au large de Casablanca le 8 novembre 1942.

## Histoire
Il a desservi la ligne de l'Amérique du Sud entre Southampton et Buenos Aires via le Brésil et Montevideo. Il a également desservi la ligne transatlantique entre Hambourg et New York via Southampton mais sa carrière fut majoritairement celle d'un paquebot de croisière. 
Durant la Première Guerre mondiale, il a servi de navire-hôpital pour le Canada, réquisitionné en 1917. Il a ainsi transporté 15 000 patients jusqu'en 1920.
Déjà utilisé pour quelques croisières à partir de Kiel en 1912, il est définitivement réaffecté à des croisières, notamment en Norvège après avoir été rééquipé en 1926 pour 365 passagers de 1re classe. Alors que la compagnie connait de graves difficultés financières en 1929 avant d'être liquidé, il est revendu à une compagnie yougoslave qui l'utilise en mer Noire pendant 10 ans.
Racheté par la France en 1940, il est coulé deux ans plus tard lors de la Seconde Guerre mondiale,.